# Confederação Sul-Americana de Natação
A Confederação Sul-Americana de Natação (em castelhano:  Confederación Sudamericana de Natación), é uma associação criada pelos países sul-americanos cuja função é supervisionar as competições internacionais entre os países da região.

## Membros
A CONSANAT tem presentemente doze estados-membros, com quatro línguas oficiais:
Nove hispanófonos:
| - Argentina - Bolívia - Chile - Colômbia - Equador | - Paraguai - Peru - Uruguai - Venezuela |

- Um lusófono:
- Brasil

Um anglófono:
- Guiana

Um neerlandófono:
- Suriname